# 庾仲容
庾 仲容（ゆ ちゅうよう、478年 - 551年）は、南朝梁の官僚、文人。字は仲容。本貫は潁川郡鄢陵県。

## 経歴
斉の邵陵王記室の庾漪（庾徽之の子）の子として生まれた。幼くして父を失い、叔父の庾泳に養育された。成長すると、人との交際を断ち、もっぱら学問に精励して、昼夜に書巻を手放さなかった。安西法曹行参軍を初任とした。吏部尚書の徐勉が庾泳の子の庾晏嬰を東宮の属僚として推挙しようとしていたが、庾泳が泣いて自分の子より兄の子の仲容の抜擢を求めたため、徐勉もこれを許可した。このため仲容は太子舎人となった。後に安成王蕭秀の麾下に転じて主簿となった。劉孝標とともに学問によって蕭秀に礼遇された。晋安王蕭綱の麾下に転じて功曹史をつとめた。永康県・銭唐県・武康県の県令を歴任したが、県の統治では成績を残せず、弾劾されることが多かった。長らくを経て、また蕭秀の下で中記室となった。武陵王蕭紀の麾下に転じて安西諮議参軍となった。後に尚書左丞に任じられたが、罪に問われて免官された。
仲容は博学で、若い頃から名を知られたが、酒を呑んでは衝動に任せて高尚な発言やすぐれた議論をしており、このため友人は少なかった。ただ王籍や謝幾卿と仲が良く、ふたりもまた任用されていなかったときには、連れだって飲酒し、節操を保つことがなかった。長らくを経て、再び諮議参軍となり、黟県県令として出向した。侯景の乱のときに、会稽で病に遭って死去した。享年は74。
著書に『子抄』30巻、『衆家地理書』20巻、『列女伝』3巻があった。また文集20巻があって、当時に通行した。

## 伝記資料
- 『梁書』巻50 列伝第44
- 『南史』巻35 列伝第25